# هادي طيب
تيكو محمد هادي طيب دبلوماسي وسياسي إندونيسي. كان طيب أحد الدبلوماسيين الأندونيسيين الأوائل، وكان مؤسسًا مشاركًا لوزارة الخارجية في عام 1945. كما شغل منصب وزير الصناعة الوطني من 1964 إلى 1966، وحاكم آتشيه من 1981 إلى 1986.

## سيرته
ولد طيب في 14 سبتمبر 1922 في بيوريولاك في آتشيه.
كان طيب أحد مؤسسي وزارة الخارجية التي تأسست عام 1945 بعد إعلان استقلال إندونيسيا. كان مقر الوزارة في البداية في مرآب أول وزير خارجية للبلاد أحمد صوبارجو في جيه. Cikini سكيني في جاكرتا. كان طيب أحد أول ستة موظفين بوزارة الخارجية. عمل طيب كمبعوث إندونيسيا إلى العديد من البلدان طوال حياته المهنية الدبلوماسية، بما في ذلك سفيرًا لإندونيسيا في إيطاليا وبولندا والمملكة العربية السعودية وسويسرا والمملكة المتحدة. في عام 2012 تم تعيينه قائدًا فخريًا للفارس من أجل النظام الفيكتوري الملكي.
شغل طيب منصب وزير الصناعة الإندونيسي من 1964 إلى 1966، وحاكم معهد الصمود الوطني من 1974 إلى 1979. وكان أيضًا حاكم آتشيه في الفترة من 1981 إلى 1986.

## الوفاة
توفي هادي طيب في جاكرتا في 10 يناير 2014 عن عمر يناهز 91 عامًا. تم الإعلان عن وفاته في بيان صحفي صادر عن وزير الخارجية مارتي ناتاليجاوا الذي كتب «لقد كان أحد مؤسسي وزارة الخارجية ... كان أحد أفضل الدبلوماسيين الإندونيسيين». دفن طيب في مقبرة كاريت بيفاك في جاكرتا.